# Tomislav Fačini
Tomislav Fačini (26. travnja 1975.), hrvatski glazbeni pedagog, dirigent, skladatelj i glazbeni aranžer. Predaje dirigiranje na Muzičkoj akademiji u Zagrebu, šef je dirigent zbora HRT-a, umjetnički voditelj ansambla Antiphonus, stalni gost dirigent Dubrovačkog simfonijskog orkestra i savjetnik za glazbu Dubrovačkih ljetnih igara. 

## Životopis
Rodio se je 1975. godine. 
Diplomirao je na Muzičkoj akademiji u Zagrebu. Kao student je vodio Oratorijski zbor crkve sv. Marka, nakon odsluženog vojnog roka bio je šef -dirigent Orkestra Hrvatske vojske, a od 2006. do 2009. umjetnički ravnatelj zadarskih Glazbenih večeri u Sv. Donatu.
Kao šef-dirigent  zbora HRT-a vodi i jedini hrvatski zborski a cappella ciklus Sfumato na kojem, uz koncerte kojim sam ravna, ugošćuje vodeća imena svjetske zborske scene; a u ciklusu Kanconijer predstavljaju se oratorijska djela (proteklih sezona bio je to je Händelov Mesija, Haydnova Godišnja doba, Brahmsov Requiem, Gounodova misa sv. Cecilije) kao i hrvatske opere, koje HRT redovito i sustavno snima i izdaje. U izdanju HRT-a izašao je i nosač zvuka zborova i solo popijevki Vatroslava Lisinskog, kao i autorski CD Mir, zlato, tamjan.
S ansamblom Antiphonus (u kojem je umjetnički voditelj i bas) održava dva ciklusa, Triade i Trinitas, koji su zagrebačkoj publici do sada predstavili preko četrdeset programa talijanskog madrigala, glazbe kasnog srednjeg vijeka, suvremene hrvatske i svjetske vokalne glazbe, rane opere i komorne glazbe romantike, kao i brojna sakralna vokalna i vokalno- instrumentalna djela (Missu in illo tempore i Vespro della beata vergine Monteverdija, Bachovu Muku po Ivanu, brojne motete i kantate, Lassove Suze sv. Petra i Lamentacije...). Antiphonus je dobitnik nagrada Milka Trnina i splitske Judite.
U izdanju Lumaudisa Antiphonus je izdao CD “Ne le tue braze, glazba hrvatskog seicenta”.
Za Dubrovačke ljetne igre, a uz potporu Zaklade Kaboga, snimio je i prvi hrvatski nosač zvuka sa sedam sinfonija Luke Sorkočevića izvedenih prema autografu i s povijesnim instrumentarijem.
Kao profesor na Muzičkoj akademiji u Zagrebu predaje zborsko dirigiranje, komornu glazbu za pjevače i partiture, te vodi razne vokalno instrumentalne projekte (Händelova Aggripina, Mozartova Cosi fan tutte, Gounodov oratorij Mors et vita). Na navedenim opernim projektima sudjeluju i studenti kojima je mentor, od čega su dvojica za to nagrađena Rektorovom nagradom. Gostovao je kao predavač i vodio projekte na Akademiji Sibelius u Helsinkiju, te na Houstonskom sveučilištu, ugostivši u isto vrijeme na nastavi u Zagrebu više profesora sa stranih akademija (Ljubljana, Paris, Karlsruhe, Helsinki).
Dirigentsku djelatnost razvija podjednako sa simfonijskim i oratorijskim repertoarom, ali i opernim pozornicama, uz značajan akcent na ranoj glazbi. Stalni je gost praktički svih hrvatskih značajnih festivala, ciklusa i ansambala.
Sa Simfonijskim orkestrima i zborom HRT-a i RTV Slovenije je, osim koncerata, i ostvario brojne snimke za nosače zvuka, film i fonoarhive. Redovito dirigira Međunarodnim orkestrom mladih, baziranim u Neumarktu, koji okuplja mlade glazbenike iz desetak zemalja. Ostvario je više prvih suvremenih izvedbi hrvatskih starih majstora i praizveo brojna nova djela, promovirajući u svakoj prigodi suvremenu glazbu.
Za HRT je vodio glazbeni dio produkcije nekoliko sjajnih sezona emisija Maestro, Do posljednjeg zbora i Godišnjica mature.
Uz dirigiranje, bavi se i skladanjem te aranžiranjem.